# حسین‌آباد کالپوش
حسین‌آباد کالپوش یا حسین‌آباد کالپو روستایی در بخش کالپوش شهرستان میامی استان سمنان ایران است.

## جمعیت
بر پایه سرشماری عمومی نفوس و مسکن در سال ۱۳۹۵ جمعیت این روستا ۳٬۵۱۴ نفر (۱٬۰۱۳خانوار) بوده‌است.

## نگارخانه

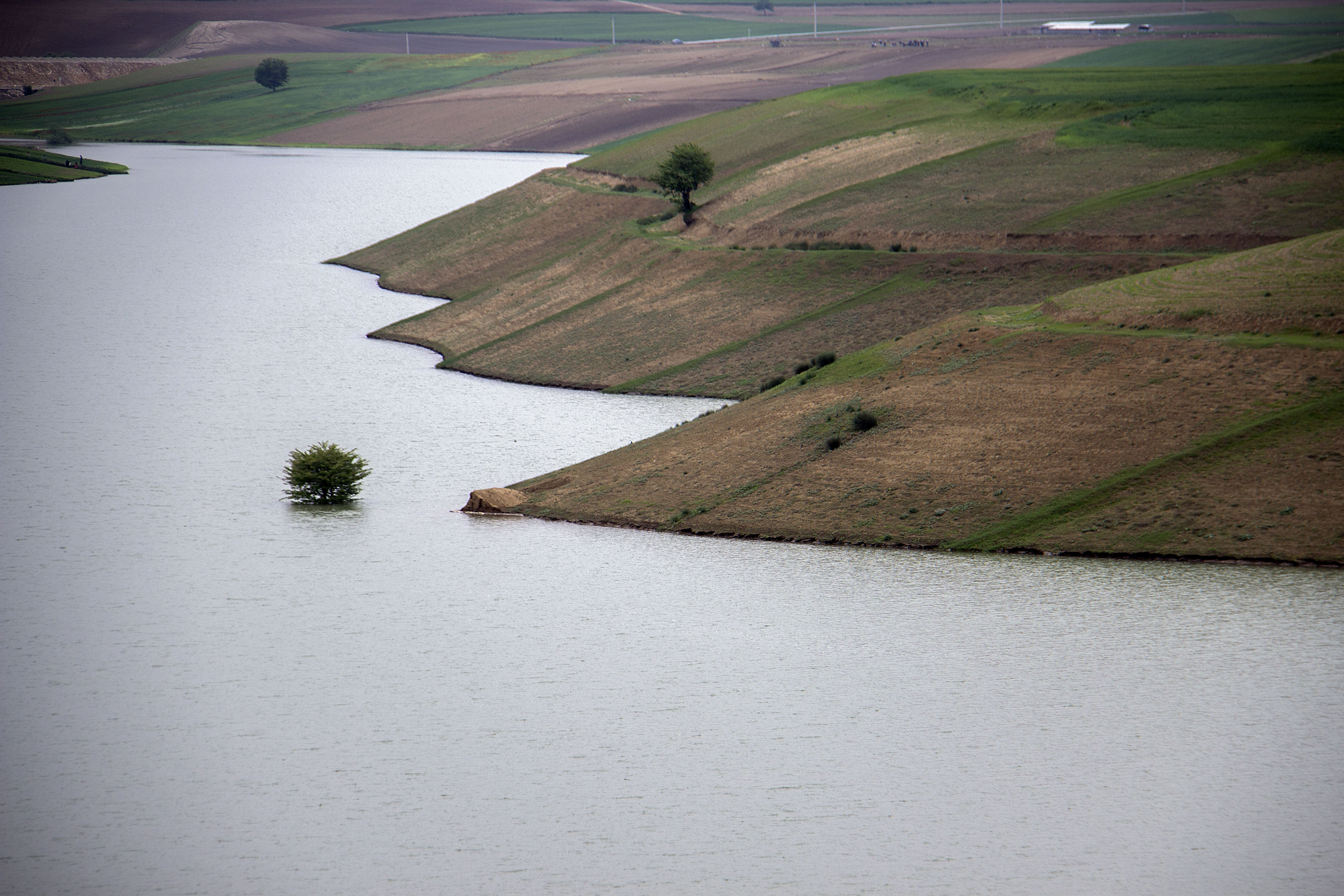
جشنواره شقایق‌ها
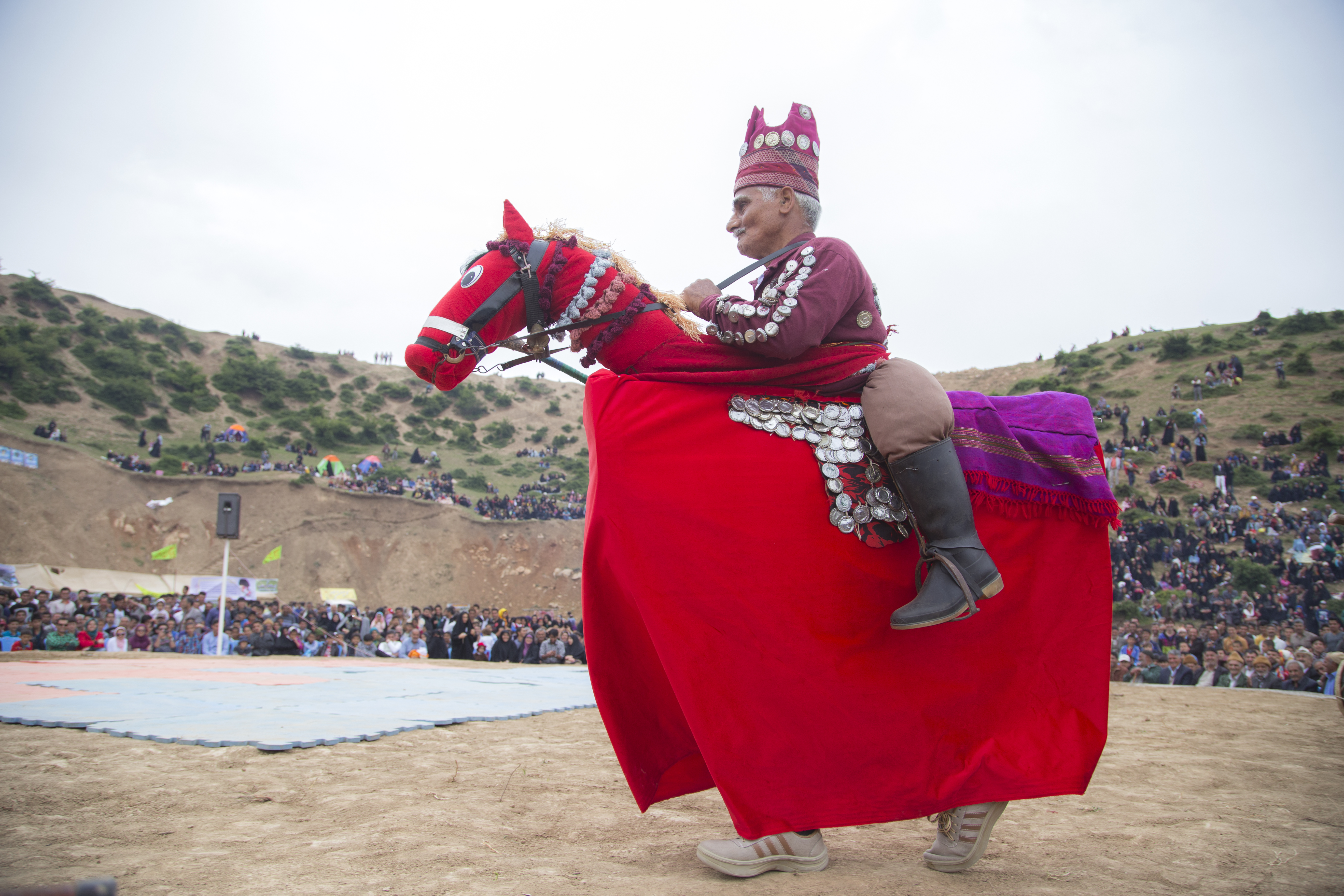
جشنواره شقایق‌ها
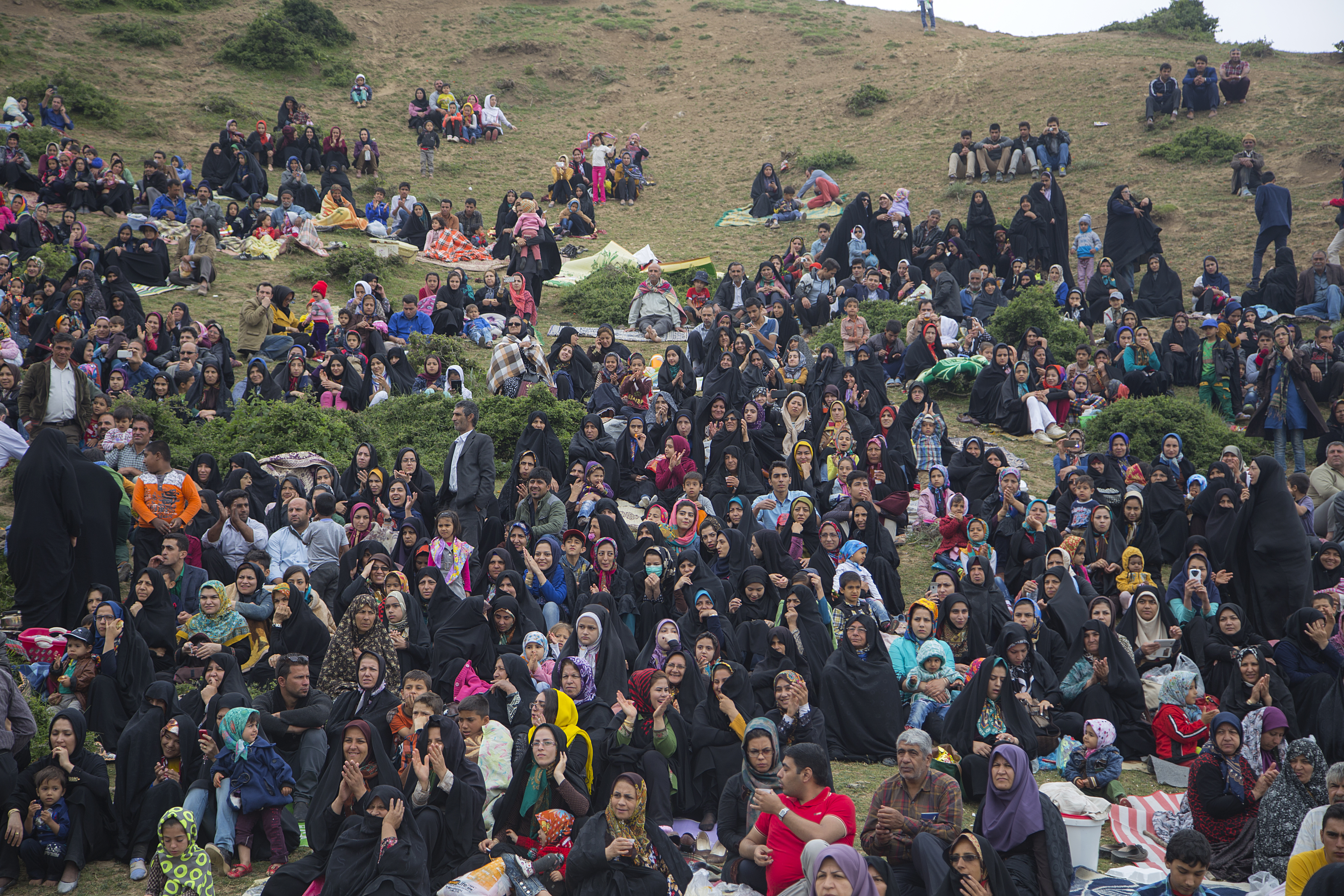
جشنواره شقایق‌ها
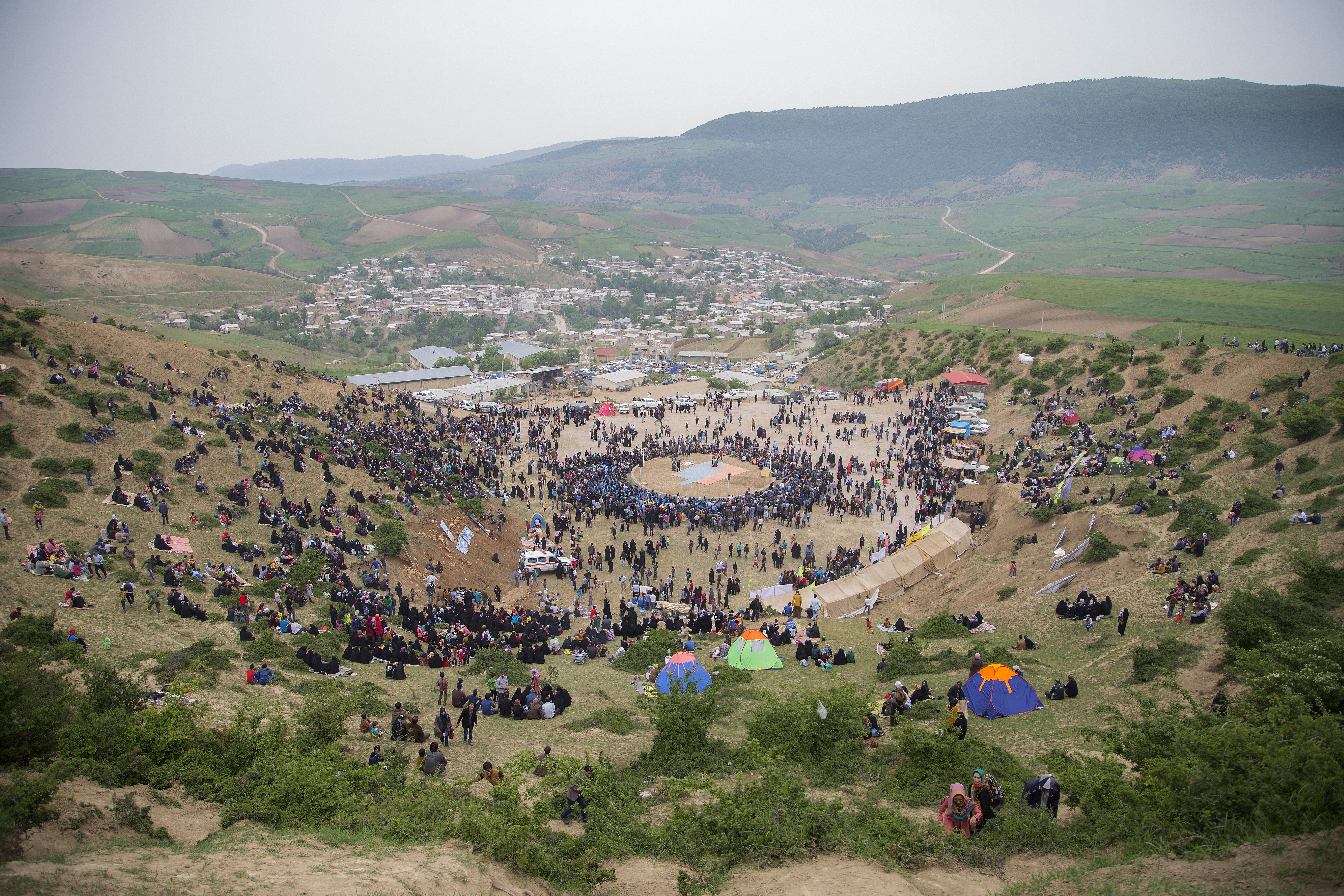
جشنواره شقایق‌ها
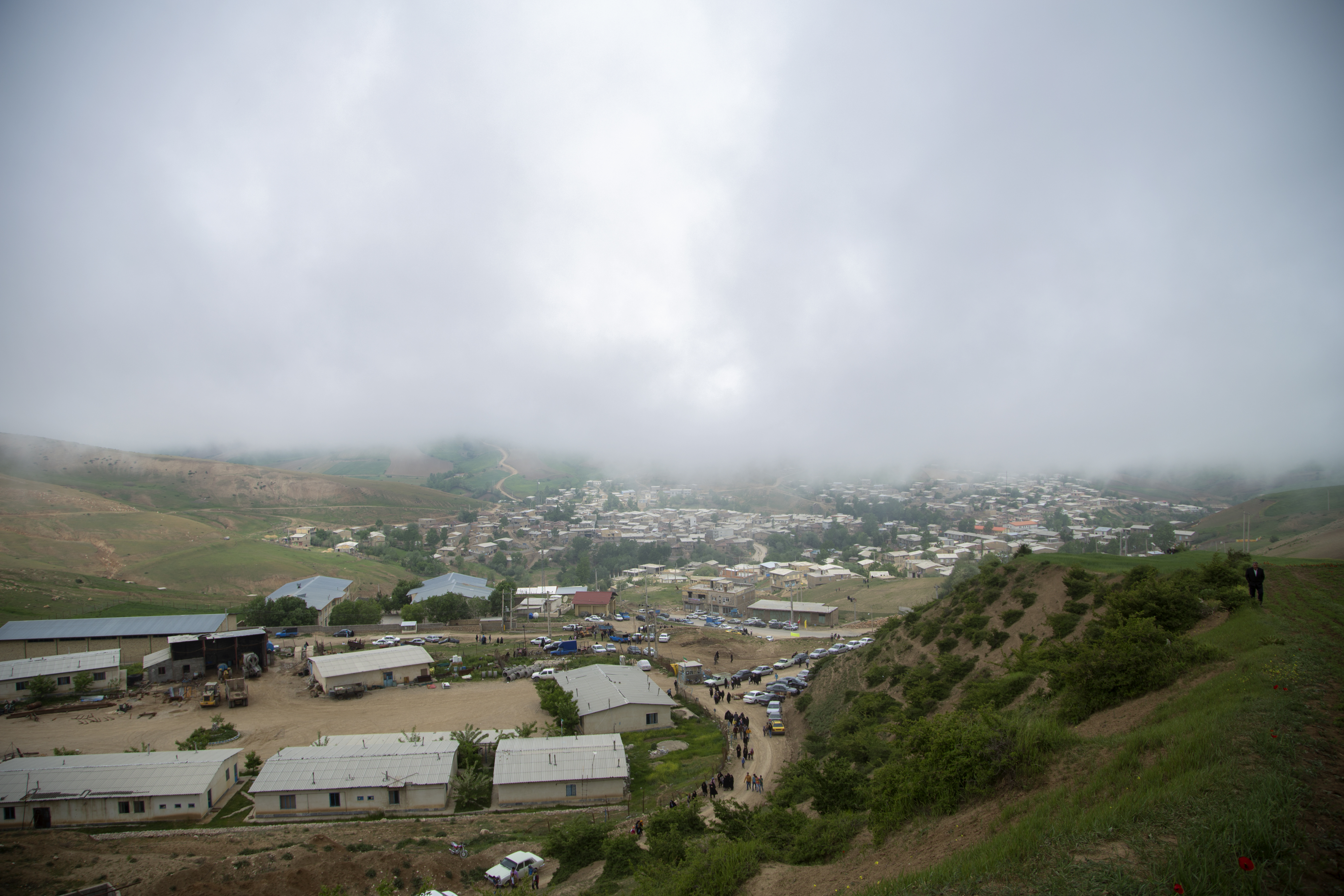
جشنواره شقایق‌ها